# コリー・ペイビン
コーリー・ペイビン（Corey Pavin、1959年11月16日 - ）は、米国のプロゴルファー。「全米オープン」のメジャー1勝含めPGAツアーでは通算15勝を挙げている。小柄でドライバーの飛距離は出ないが、フェアウェイウッドと（第2打以降の）小技で、大柄な飛ばし屋に挑むことから、大学時代よりニックネームはブルドッグ。「ゴルフとは、アートとサイエンスの融合である」が持論。

## プロフィール
カリフォルニア州オックスナード出身。カリフォルニア大学ロサンゼルス校卒業後の1982年にプロデビューする。1991年にPGAツアー賞金王となる。1994年に「東海クラシック」で日本ツアー勝利、翌1995年には初開催から100年後の「第95回全米オープン」でメジャー初優勝を果たした。この全米オープンが開催されたシネコックヒルズゴルフクラブは、全米オープンに初挑戦したアマチュアのタイガー・ウッズが手首を故障して途中棄権に至るほど深いラフ（フェスキュー）とブッシュがセッティングされ、グリーンも固く高速であった。最終日ペイビンは首位と3打差の5位タイスタート、15番ホールで最終組のグレグ・ノーマンとトム・レーマンを逆転して首位に立ち、1打リードした状態で最終ホール（450ヤードの長いパー4、2打目から打ち上げ）に臨み、強烈なプレッシャーと強風の中で、残り228ヤードの第2打を4番ウッドで低いドローボールを打つとボールはピンそば約1.5mに寄り、2パットで逃げ切って優勝した。この大会ではブレード型パターを使用したが、キャッシュイン型のパターも愛用している。
2006年の「USバンク・オブ・チャンピオンシップ」ではPGAツアー8年ぶりに勝利した。